# Ostapie
Ostapie (ukr. Оста́п'є) – wieś w rejonie tarnopolskim obwodu tarnopolskiego, założona w 1581 roku. 
Do 2020 w rejonie podwołoczyskim.
W II Rzeczypospolitej miejscowość była siedzibą  wiejskiej gminy Ostapie w powiecie skałackim województwa tarnopolskiego, do 1939 r. należała do hr. Zaleskich herbu Dołęga. Wieś liczy 1785 mieszkańców.
W 1929 Jan Bryk prowadził tam badania archeologiczne kurhanów, finansowane przez ostatniego właściciela majątku - Aleksandra hr. Zaleskiego. 
W 1939 r. wieś liczyła ok. 2900 mieszkańców, z których 68% stanowili Polacy. W latach 1944–1945 nacjonaliści ukraińscy z OUN - UPA zamordowali tutaj 71 Polaków, rabując i paląc polskie zagrody.
Do 2020 w rejonie podwołoczyskim.

## Zabytki
- pałac z parkiem angielskim, założonym przez Burghardta, ogrodnika i pejzażystę[2].
- kościół NMP Nieustającej Pomocy i św. Wacława, fundowany w 1900 r. przez Zaleskich, samodzielna parafia od 1913 r. Zamknięty i zamieniony na spichlerz w 1947 r., oddany katolikom w 1991 r., rok później na nowo konsekrowany[6].

## Urodzeni
- Józef Kulczycki (1894–1940), kapitan artylerii Wojska Polskiego
- Franciszek Michałek (1923–2006), malarz, rysownik, architekt wnętrz, rzeźbiarz, scenograf i działacz społeczny.